# 6808 Plantin
6808 Plantin (1932 CP) là một tiểu hành tinh vành đai chính được phát hiện ngày 5 tháng 2 năm 1932 bởi K. Reinmuth ở Heidelberg.